# Armand Gamache
Vrchní inspektor Armand Gamache je hlavní postavou série detektivních románů kanadské autorky Louise Pennyové. Děj románů se odehrává kolem života vrchního inspektora Armanda Gamache, šéfa oddělení vražd Sûreté du Québec, provincie Quebec. Romány byly nominovány a oceněny řadou cen.
První knihou série byl román Zátiší, vydaný v roce 2005 a získal cenu New Blood Dagger Award, Arthur Ellis Award, a Dilys Award, v roce 2007 Anthony Award, a Barry Award. Všechny následující romány série získaly hlavní ceny pro autory detektivek ve třech zemích. Řada z nich se rovněž ocitlo na seznamu The New York Times Best-Seller.

## Shrnutí
Autorkou série knih o vrchním inspektorovi Armandu Gamachovi je Louise Pennyová. Než se začala naplno věnovat psaní, pracovala 20 let jako novinářka pro CBC Radio. Původně začala psát historický román, ale vzhledem k potížím s jeho dokončením přešla k psaní detektivních románů.
Série románů je založena na hlavní postavě vrchního inspektora Armanda Gamache. Příběhy se odehrávají zpravidla ve fiktivní vesničce Three Pines a Gamache vyšetřuje v každém románu nějakou vraždu. Romány jsou psány jako detektivky, které zkoumají vztahy mezi hlavními postavami. Three Pines je fiktivní místo v provincii Quebec, Louise Pennyová vytváří hlavní postavy s využitím historie staré Kanady, aby ukázala jejich osobnost a původ. V sérii románů je zápletka několika z nich situována mimo vesničku Three Pines.
Romány s hlavní postavou vrchního inspektora Armanda Gamache obsahují málo nebo žádný sex nebo násilí a jsou zmiňovány jako laskavá a jemná alternativa k moderní detektivní fikci.

## Knihy
Zatím série obsahuje celkem 13 knih, všechny publikovány v Minotaur Books a tištěny v St. Martin’s Press. První kniha byla vydána v roce 2005, zatím poslední v roce 2017. Mimo sérii existuje ještě román s názvem The Hangmann s inspektorem Gamachem a odehrávající se v Three Pines. Tato kniha není součástí série a je napsána jako jednoduchý příběh pro dospělé, kteří se učí číst anglicky.
| 1 | Zátiší (Still Life)                                            | Minotaur Books | 2005 | ISBN 978-1410448972 |  |  |  |  |  |  |
| Zátiší je prvotina v série a představuje postavu Vrchního inspektora Armanda Gamache. Příběh se odehrává ve vesničce Three Pines. Jedna z oblíbených obyvatelek Jane Neal je střelena šípem do srdce. Jane Nealová je nadšená lukostřelkyně, učitelka v důchodu a Gamache vede vyšetřování, aby vraždu vyřešil. Román získal několik cen včetně the New Blood Dagger award, Arthur Ellis Award, the Dilys Award, 2007 Anthony Award, a the Barry Award.[2] (Kniha byla adaptována a zfilmována v roce 2013 s Nathanielem Parkerem v roli Gamache.) |                                                                |                |      |                     |  |  |  |  |  |  |
| 2 | Vražedný chlad (A Fatal Grace nebo Dead Cold)                  | Minotaur Books | 2007 | ISBN 978-0312352561 |  |  |  |  |  |  |
| Inspektor Gamache vyšetřuje vraždu CC de Poitiers, sadistické prominentky, která je usmrcena elektrickým proudem během vánoční soutěže v curlingu v malé quebecké vesničce Three Pines. CC de Poitiers, která se zabývá „duchovním vedením“ založeném na eliminaci emocí, je nenáviděna zdánlivě každým, včetně svého manžela, milence a dcery. Zločin odkazuje na nedávnou vraždu tulačky stejně jako na minulost několika vesničanů. |                                                                |                |      |                     |  |  |  |  |  |  |
| 3 | Nejkrutější měsíc (The Cruellest Month)                        | Minotaur Books | 2008 | ISBN 978-1585366040 |  |  |  |  |  |  |
| Román je situován do malé kanadské vesničky Three Pines a odehrává se kolem Velikonoc. Skupina přátel navštíví strašidelný dům v naději, že ho zbaví zlého ducha, který v domě a ve vesnici straší několik desítek let. Jeden z přátel zemře, evidentně zděšením. Vrchní inspektor Gamache a jeho tým ze Sûreté de Québec vyšetřují starý dům a vesničany. Román nám také dává nahlédnout do posledního případu a jeho následků. |                                                                |                |      |                     |  |  |  |  |  |  |
| 4 | Oživlý kámen (A Rule Against Murder nebo The Murder Stone)     | Minotaur Books | 2009 | ISBN 978-0312614164 |  |  |  |  |  |  |
| Gamache navštíví Manoir Bellechasse, aby oslavil Den Kanady. Poté, co vyřešil předchozí vraždy na jaře, na podzim a v zimě, musí nyní čelit horkému létu během dovolené. Jakmile se Gamache zabydlí ve svém hotelu, dojde k vraždě, když na oběť spadne socha. Přestože je tělo zkrvavené, na soše nejsou žádné skvrny, takže Gamache vyšetřuje případ jako vraždu. Nominováno na cenu Arthur Ellis Award za nejlepší román roku 2009. Kniha byla rovněž první ze série, která se dostala na seznam The New York Times Bestseller. |                                                                |                |      |                     |  |  |  |  |  |  |
| 5 | Hladový duch (The Brutal Telling)                              | Minotaur Books | 2009 | ISBN 978-1410423047 |  |  |  |  |  |  |
| Příběh knihy Hladový duch je situován do Three Pines, kde je v místním bistru objeveno mrtvé tělo. Zdá se, že nikdo z místních oběť nezná. Gamache zjišťuje, že oběť žila hluboko v lesích, a podezírá jednoho z místních. Kniha získala cenu Agatha Award v roce 2009 a Anthony Award, v roce 2010. Také se dostala na seznam The New York Times Best-Seller List. |                                                                |                |      |                     |  |  |  |  |  |  |
| 6 | Pohřběte své mrtvé (Bury Your Dead)                            | Minotaur Books | 2010 | ISBN 978-1585366040 |  |  |  |  |  |  |
| Gamache je v Quebec City, aby si užil zimní karneval. Odjel poté, co byl vtažen do střelby s teroristickou skupinou. Je vtažen do místního vyšetřování, když je nalezeno mrtvé tělo amatérského archeologa. Také se vrací k vraždě, kterou řešil v předchozí knize Hladový duch. Kniha získala cenu Agatha Award pro rok 2010, the Anthony Award, the Macavity Award, the Arthur Ellis Award, a the Nero Award pro rok 2011. Stala se také bestsellerem mezi jiným v The New York Times, London Times, a USA Today. |                                                                |                |      |                     |  |  |  |  |  |  |
| 7 | A Trick of the Light (Světelný klam - vyjde v březnu 2018 )    | Minotaur Books | 2011 | ISBN 978-1410441072 |  |  |  |  |  |  |
| Lillian Dawsonovou najdou zavražděnou v trvalkovém záhonu Clary Morrowové, která ve Three Pines právě slaví svou první samostatnou výstavu. Zapadlá vesnice se díky shromáždění umělců i znalců umění proměnila načas ve svět, kde každý tah štětcem, každá stínohra hrají osudovou roli. Kde za každým úsměvem číhá úšklebek. A každý láskyplný vztah skrývá zlomené srdce. Vrchní inspektor Gamache přijíždí se svým týmem, aby odhalil pravdu. Co se však nabízí jejich očím: skutečnost, nebo jen světelný klam? Kniha byla nominována Macavity Award, Anthony Award, a the Agatha Award. Rovněž se dostala na 4. místo the New York Times Bestseller List. |                                                                |                |      |                     |  |  |  |  |  |  |
| 8 | The Beautiful Mystery (Krásné tajemství – zatím nepřeloženo)   | Minotaur Books | 2012 | ISBN 978-0312655464 |  |  |  |  |  |  |
| V knize Krásné tajemství Gamache vyšetřuje smrt mnicha. Mnich je členem řádu Gilbertine, který byl považován za zaniklý řád. Gamache a jeho kolega musí cestovat letadlem a lodí do vzdálených lesů na severu Quebecu, aby záhadu vyřešili. Kniha získala v roce 2013 the Macavity Award a Anthony Award. Kniha se také dostala na 2. místo v seznamu The New York Times Bestseller. |                                                                |                |      |                     |  |  |  |  |  |  |
| 9 | How the Light Gets In (Jak proniká světlo – zatím nepřeloženo) | Minotaur Books | 2013 | ISBN 978-0312655471 |  |  |  |  |  |  |
| Gamache přichází do Three Pines za účelem najít bezpečné místo. Je izolován svým zkorumpovaným nadřízeným a přivádí své dva přátele do Three Pines poté, co je jejich bezpečnost v ohrožení během operace v utajení. Kniha byla nominována na Edgar Award a Agatha Award, také byla číslo 1 v seznamu The New York Times Best-Seller. |                                                                |                |      |                     |  |  |  |  |  |  |
| 10 | The Long Way Home (Dlouhý návrat – zatím nepřeloženo)          | Minotaur Books | 2014 | ISBN 978-1250022066 |  |  |  |  |  |  |
| Gamache odešel od policie do penze, protože na pracovišti bujela korupce. Osloví ho Clara Morrowová, jedna z hlavní postav knihy Hra světla. Její manžel zmizel. Kniha se dostala na číslo 1 v The New York Times Bestseller List. |                                                                |                |      |                     |  |  |  |  |  |  |
| 11 | The Nature of the Beast (Povaha bestie – zatím nepřeloženo)    | Minotaur Books | 2015 | ISBN 978-1250022080 |  |  |  |  |  |  |
| Gamache odešel do penze a usídlil se v Three Pines. Z klidu jej vytáhne smrt Laurenta Lepage, devítiletého chlapce známého ve vesničce pro jeho zálibu v planý poplach. Jeho poslední tvrzení bylo, že našel zbraň s okřídleným monstrem. Gamachovi je umožněno pracovat na případu, přestože již oficiálně není detektivem. Kniha se dostala na 3. místo v seznamu The New York Times Bestseller. |                                                                |                |      |                     |  |  |  |  |  |  |
| 12 | A Great Reckoning                                              | Minotaur Books | 2016 | ISBN 978-1250022134 |  |  |  |  |  |  |
| Když je v bistru v Three Pines nalezena spletitá stará mapa, zprvu se zdá, že jde jen o nějakou kuriozitu. Ale čím blíže se obyvatelé vesnice dostávají, tím se stává podivnější. Když Armand Gamache obdrží mapu jako dárek první den v novém zaměstnání, mapa ho vede k otřesnému tajemství. Ke starému příteli a rádci. Vede bývalého šéfa oddělení vražd do míst, kam se obává jít, ale musí. |                                                                |                |      |                     |  |  |  |  |  |  |
| 13 | Glass Houses (Skleněné domy – zatím nepřeloženo)               | Minotaur Books | 2017 | ISBN 978-1250066190 |  |  |  |  |  |  |
| Když se jednoho studeného listopadového dne objeví v Three Pines záhadná postava, Armand Gamache a ostatní obyvatelé vesnice jsou zprvu zvědaví, posléze obezřelí. V dešti se sněhem postava nehnutě stojí a zírá vpřed. Od okamžiku, co její stín padne na vesnici, Gamache, který je nyní vrchním inspektorem Sûreté du Québec, má podezření, že stvoření má hluboké kořeny a podlé úmysly. Zatím nedělá nic. Co může dělat? Jen pozorovat a čekat. A doufat, že jeho narůstající obavy nejsou reálné. Ale když postava přes noc zmizí a je objeveno tělo, připadne Gamachovi, zda dluh byl splacen nebo vybrán.                                              |                                                                |                |      |                     |  |  |  |  |  |  |